# Variationen zur Gesundung von Arinuschka
Variationen zur Gesundung von Arinuschka (Variations pour la guérison d'Arinuschka) est une œuvre pour piano écrite par Arvo Pärt, compositeur estonien associé au mouvement de musique minimaliste.

## Historique
La première exécution publique a eu lieu à Tallinn en 1977.

## Structure
En un seul mouvement d'une durée d'environ quatre minutes.

## Discographie
Discographie non exhaustive.
- Sur le disque New Piano Works From Europe and The Americas, par Haydée Schvartz, chez Mode Records (1993)
- Sur le disque Spiegel im Spiegel, par Alexei Lubimov, chez BIS Records (2005)